# Зайцев Владислав Віталійович
 Владислав Віталійович Зайцев (16 грудня 1982, Київ) — співак і композитор, заслужений артист України.

## Біографія
- Народився 16 грудня 1982 р. у місті Києві. У 2001 р. закінчив спеціалізовану музичну школу для особливо обдарованих дітей ім. М. В. Лисенка, при Національній музичній академії України (консерваторії).
- У 2006 р. закінчив Національну музичну академію України та отримав ступінь Магістр музичного мистецтва.
- У 2005 р. закінчив Київський національний університет культури і мистецтв, кафедра естрадного співу, клас професора народного артиста України Павла Зіброва та став одним із його найкращих учнів.
- З 2003 р. активно виступає з концертами з Театром пісні Павла Зіброва  [Архівовано 12 травня 2014 у Wayback Machine.]  [Архівовано 12 травня 2014 у Wayback Machine.]  [Архівовано 12 травня 2014 у Wayback Machine.].
- У 2004 р. — соліст Зразково-показового оркестру Збройних Сил України.
- З 2006 р. — соліст Національного президентського оркестру.
- З 2008 р. працює керівником студії «Естрадного сольного співу», яка має звання «Зразкова», має педагогічне звання «викладач - методист вищої категорії». Одночасно працює режисером-постановником першого молодіжного фестивалю «Солом'янський осінній вернісаж» .
- З 2009 р. працює солістом-вокалістом Академічного ансамблю пісні і танцю Міністерства внутрішніх справ України, а з 2015 р. солістом-вокалістом Академічного ансамблю пісні й танцю Національної Гвардії України[2]
- У 2013 р. виходить у світ його відео-робота (кліп) на пісню «РОДНАЯ»  [Архівовано 5 травня 2014 у Wayback Machine.] та ліцензійний аудіо диск з однойменною назвою  [Архівовано 6 травня 2014 у Wayback Machine.].
- З 2022 р. працює на посаді доцента кафедри естрадного співу Київського Національного Університету Культури і Мистецтв.

## Нагороди та премії
- 2004 р. — лауреат третьої премії за виконання пісні «Бабин Яр» на всеукраїнському вокальному конкурсі пісень про рідну землю "ЮНІСТЬ ДНІПРА", (голова журі Й. Д. Кобзон).
- 2005 р. — здобув перше місце в номінації «солісти — вокалісти» на Всеукраїнському фестивалі «Шолом Україно».
- 2011 р. — став володарем ГРАН-ПРІ за пісню на слова Володимира Мельникова «ХАЙ ВАС БОГ БЕРЕЖЕ» на міжнародному фестивалі духовно-патріотичної пісні «ДУШЕ МОЯ, ДУШЕ МОЯ…» .
- 2012 р., 2016 р., 2021 р. — удостоєний почесної нагороди голови Дарницької районної державної адміністрації у місті Києві за високі досягнення у сфері культури та мистецтв.
- 2013 р. — удостоєний почесного звання Найкращий співак року радіопрограми «Шукаю Продюсера» Національного Українського Радіо ,  [Архівовано 12 травня 2014 у Wayback Machine.], за виконання пісні на слова Володимира Мельникова «В УКРАЇНУ ЗАКОХАНИЙ Я» - відео [Архівовано 30 червня 2014 у Wayback Machine.], телевізійна версія про нагородження переможців конкурсу в Національному палаці «Україна»  [Архівовано 19 травня 2014 у Wayback Machine.].
- 2014 р. — лауреат Міжнародного телерадіоконкурсу «Прем'єра пісні» за виконання пісні на слова Володимира Мельникова «В УКРАЇНУ ЗАКОХАНИЙ Я»  [Архівовано 14 липня 2014 у Wayback Machine.],  [Архівовано 14 липня 2014 у Wayback Machine.].
- 2014 р. — лауреат фестивалю «Рідна мати моя» (20.09.2014, м. Обухів, Київська обл.).
- 2014 р. — лауреат ІІ -ї премії в номінації «Авторська пісня та співана поезія» Міжнародного фестивалю «ДОЛЯ» за пісню на вірші Володимира Мельникова «НАЦІОНАЛЬНА ГВАРДІЯ» (04-06.10.2014, м. Київ)[3].
- 2016 р. — указом Президента України № 495/2016 від 9 листопада присвоєно почесне звання «Заслужений артист України»
- 2019 р. — нагороджений Грамотою Голови Дніпровської районної державної адміністрації у місті Києві.
- 2020 р. — нагороджений Грамотою від Директора Департаменту освіти і науки виконавчого органу Київської міської ради (Київської міської державної адміністрації)
- 2021 р. — нагороджений Подякою від Київського міського Голови Віталія Кличка
- 2024 р. — нагороджений Подякою від Голови Деснянської районної у місті Києві державної адміністрації
- 2024 р. — нагороджений Подякою від Голови Шевченківської районної у місті Києві державної адміністрації
- 2025 р.  — нагороджений Подякою від Директора Департаменту культури виконавчого органу Київської міської ради (Київської міської державної адміністрації)